# 阿诗玛 (彝剧)
《阿诗玛》是一部根据彝族撒尼人民间叙事长诗《阿诗玛》改编的彝剧，剧情与阿诗玛原诗基本一致，人物关系和结尾与原诗略不同，由金云、李纯庸编导，1959年由路南县圭山歌舞团首演，是一出歌舞剧。在表演上，演员用口弦的低吟和月琴的轻唱表达情人的内心，具有浓厚的地方民族色彩。:78-79

## 剧情
在彝族村寨阿着底，有一个貌美的姑娘阿诗玛，被寨里的土司热布巴拉相为儿妻，前来说亲却遭到阿诗玛全家拒绝。热布巴拉遂在哥哥阿黑外出放羊之际强行抢走阿诗玛。阿黑闻讯后快马追赶，历经磨难最终救出阿诗玛。回家的路上，热布巴拉放出坝水将阿诗玛和阿黑冲散，阿诗玛被淹死幻化成了石头。每当人们想念她而呼唤时，她就在山林间回应，成了永久回应在山林间的回声。:79